# Macizo Santa Teresita
El macizo Santa Teresita, macizo Augusto Pinochet o macizo Dufek es un macizo ubicado en la Antártida. Se encuentra en gran parte cubierto de nieve, este macizo tiene 27 millas náuticas (50 km) de largo y está situado al oeste de la cordillera Forrestal/Diamante en la parte norte de las montañas Pensacola. Se ubica además en un sector reclamado en parte por Chile como parte del Territorio Chileno Antártico, completamente por Argentina como parte de la Antártida Argentina y también por el Reino Unido como parte del Territorio Antártico Británico.
Tiene una elevación de 1949 metros, y se levanta a aproximadamente 30 millas al sur del límite sur de la barrera de hielo Filchner-Ronne.
El macizo cubre 11 668 kilómetros cuadrados y su punto más alto es el Pico Inglaterra, a 2 150 metros. Otras características notables del terreno local incluyen el espolón Kelley, un espolón de roca a 2 millas náuticas (4 km) al este del espolón Spear en el lado sur del macizo.

## Historia y toponimia
Fue descubierto y fotografiado el 13 de enero de 1956 en un vuelo de avión patrullero transcontinental de la Operación Deep Freeze de la Marina de los Estados Unidos desde el estrecho de McMurdo hasta las proximidades del mar de Weddell.
En Argentina es llamado macizo Santa Teresita honrando a la santa de la devoción del general Hernán Pujato.
El macizo es nombrado en Chile como «macizo Augusto Pinochet» desde 1977 tras un viaje realizado por el dictador chileno junto a Lucía Hiriart y José Toribio Merino al territorio antártico a bordo del Transporte "Aquiles".
En inglés se le conoce como macizo Dufek y fue nombrado así por el Comité Asesor sobre Nombres Antárticos en honor al Contralmirante George J. Dufek, que estaba al mando de la Fuerza de Tarea 43° de la Marina de los EE. UU. durante la Operación Deep Freeze. El Estudio Geológico de EE. UU. mapeó todas las montañas Pensacola en 1967 y 1968 a partir de estudios en tierra y fotografías aéreas de tricamera de la Marina tomadas en 1964.

## Composición

### Escarpe Boyd
- Espolón Bennett
- Nunatak Cox
- Roca Rankine

### Otros elementos
- Espolón Alley
- Pico Aughenbaugh
- Nunataks Brown
- Cresta Cairn
- Contrafuerte Carlson
- Espolón Clemons
- Espolón Clinton
- Cresta Czamanske
- Valle Davis
- Glaciar Edge
- Valle Encantado
- Pico Inglaterra
- Ford Ice Piedmont
- Forlidas Pond
- Cresta Forlidas
- Corriente de hielo Foundation o Glaciar Bahía Buen Suceso
- Espolón Frost
- Pico Hannah
- Glaciar Jaburg
- Meseta Jaeger
- Espolón Kelley
- Valle Kistler
- Espolón Lewis
- Pico Neuburg
- Acantilado Nutt
- Rocas Petite
- Espolón Preslik
- Pyroxenite Promontory
- Nunatak Rautio
- Campo de nieve Sallee
- Rocas Sapp
- Acantilado Spear
- Los tubos de órgano
- Valle Tranquilidad
- Pico Walker
- Paso Welcome
- Cima Worcester
- Cresta Wujek

## Galería

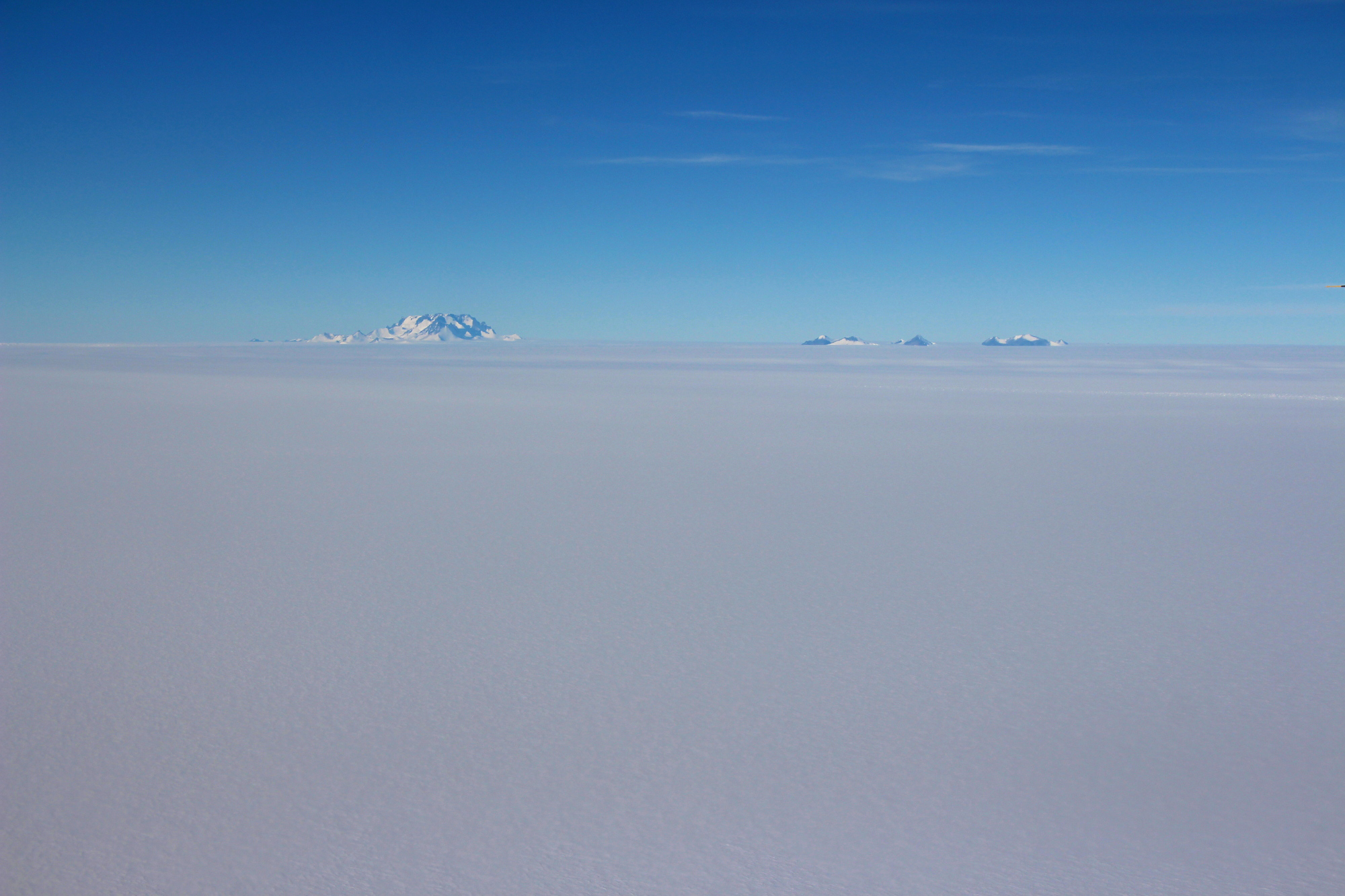
El macizo visto desde la corriente de hielo Foundation.
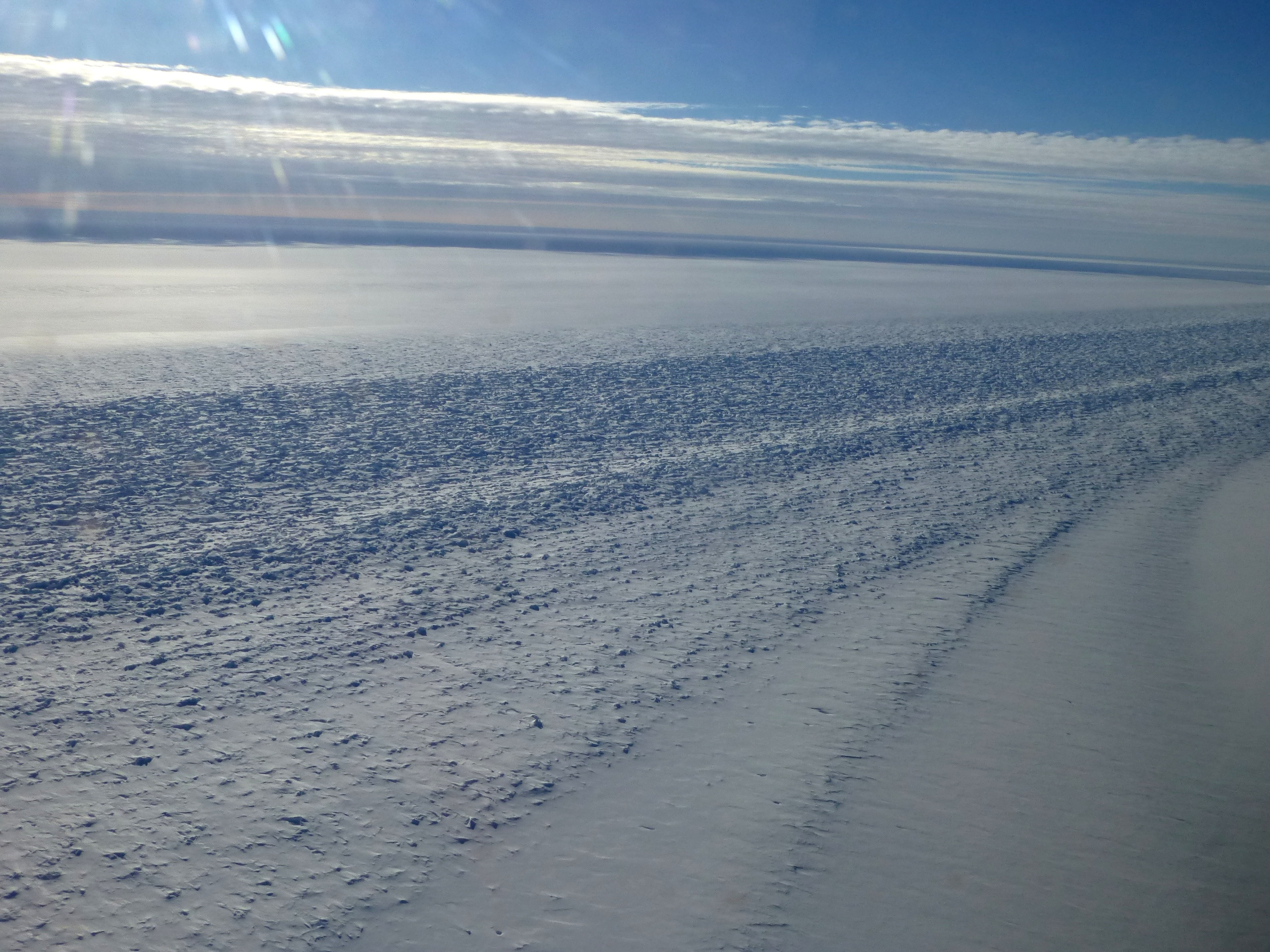
Vista de un punto del macizo donde el hielo glaciar se encuentra con hielo o roca de movimiento lento.
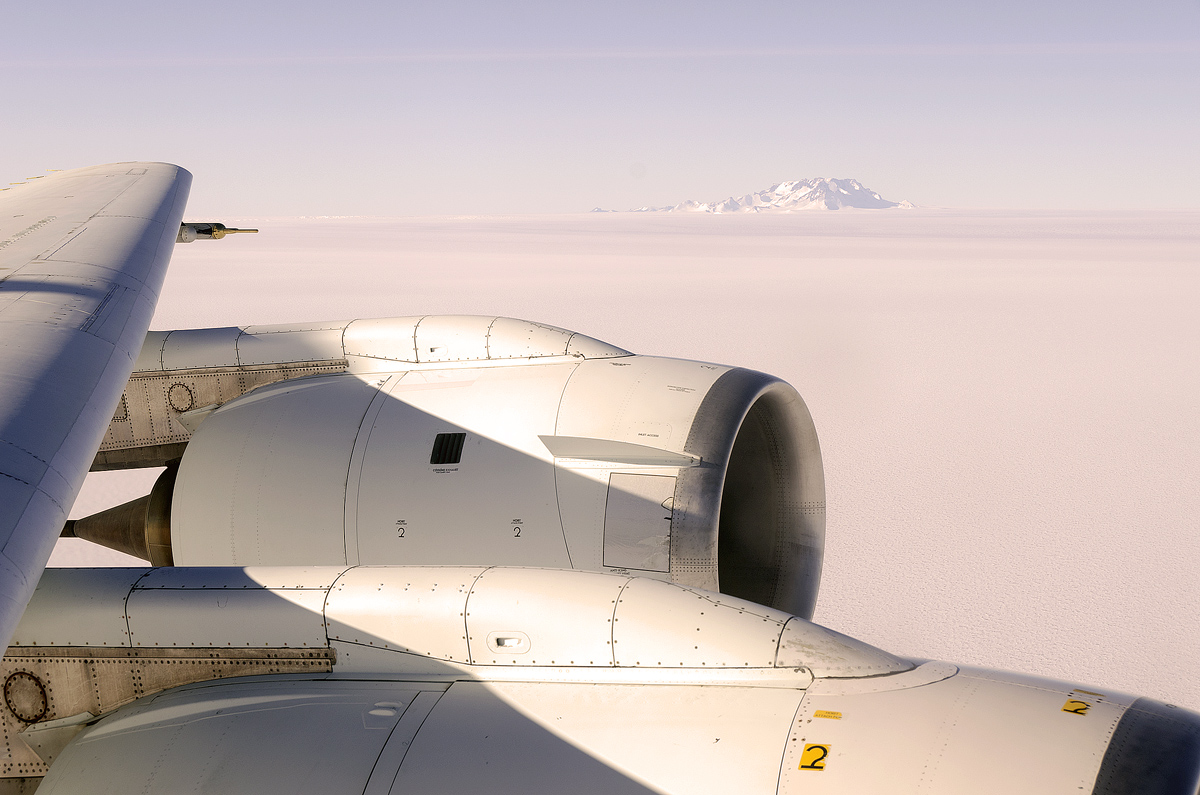
El macizo visto desde un avión de la NASA.